# Чао, Элейн
Элейн Лан Чао (кит. трад. 趙小蘭, пиньинь Zhào Xiǎolán, палл. Чжао Сяолань, англ. Elaine Lan Chao; род. 26 марта 1953, Тайбэй, Китайская Республика) — американский политический и государственный деятель китайского происхождения. С 31 января 2017 по 11 января 2021 года министр транспорта в администрации Дональда Трампа, ранее занимала должность министра труда в администрации Джорджа Буша — младшего (2001—2009). Первая женщина азиатского происхождения, ставшая министром кабинета США.

## Биография
Родилась на Тайване в семье беженцев из континентального Китая, в США живёт с 8 лет. До начала политической деятельности работала в Citicorp и Bank of America.
Со второй половины 1980-х годов занимала различные должности в администрации президентов-республиканцев.
В 1993 году вышла замуж за сенатора Митча Макконнелла из Кентукки.
Ведёт совместный с Кэтрин Тодд Бейли благотворительный проект Operation Open Arms для детей, чьи родители сидят в тюрьмах.
29 ноября 2016 года была выдвинута избранным президентом США Дональдом Трампом на пост министра транспорта.